# 50퍼센트 규칙
기억 장치의 크기와 프로세스의 크기는 외부 단편화가 일어남에 따라 시스템의 성능에 지대한 영향을 미칠 수 있다. 예를 들어 최초 적합의 경우를 통계적으로 분석해보면, N개의 블록이 할당되었을 때 0.5N개의 블록이 단편화 때문에 손실될 수 있다. 이것은 기억장치의 3분이 1이 쓸 수 없게 될 수 있다는 것을 의미한다. 이러한 현상을 50퍼센트 규칙(50-percent rule)이라고 한다.